# Gia Sandri
Gia Sandri née le 10 août 1935 est une actrice de cinéma italienne.

## Filmographie
Sauf indication contraire, les informations mentionnées dans cette section peuvent être confirmées par la base de données cinématographiques IMDb,  présente dans la section « Liens externes ».
- 1964 : Deux Corniauds contre Cosa Nostra (I due mafiosi) de Giorgio Simonelli
- 1964 : I nuvoloni d'Amasi Damiani
- 1964 : Les Invincibles Frères Maciste (Gli invincibili fratelli Maciste) de Roberto Mauri : Nice
- 1965 : Je te tuerai (Uno straniero a Sacramento) de Sergio Bergonzelli : fille du saloon
- 1965 : Le Défi des géants ( La sfida dei giganti) de Maurizio Lucidi : Reine Léda
- 1966 : Ces messieurs dames (Signore & signori) de Pietro Germi : Betty Scodeler
- 1966 : Thompson 1880 de Guido Zurli[2] : Sheila O'Connor
- 1966 : È mezzanotte... butta giù il cadavere de Guido Zurli : Micaela Davilas
- 1967 : Un dollar entre les dents (Un dollaro tra i denti) de Luigi Vanzi : Maruka
- 1967 : Un shérif à abattre (Wanted) de Giorgio Ferroni : Cheryl
- 1967 : Top Crack de Mario Russo
- 1967 : Johnny le bâtard (John il bastardo) de Armando Crispino : Linda
- 1968 : Deux Pistolets pour un lâche (Il pistolero segnato da Dio) de Giorgio Ferroni : Dora
- 1968 : Due occhi per uccidere de Renato Borraccetti : Rosy
- 1968 : Ciccio perdona... Io no! de Marcello Ciorciolini : Calamity Jane
- 1969 : Cinq Fils de chien (5 figli di cane) de Alfio Caltabiano : maîtresse
- 1969 : Les Nuits érotiques de Poppée (Le calde notti di Poppea) de Guido Malatesta : Lucrezia
- 1970 : I due maggiolini più matti del mondo de Giuseppe Orlandini : Teresa, l'épouse de Ciccio